# غريغ غاري
غريغ غاري (14 فبراير 1970 في الولايات المتحدة - ) (بالإنجليزية: Greg Gary)‏ هو مدرب كرة سلة ولاعب كرة سلة أمريكي في مركز هجوم خلفي.

## وصلات خارجية
- غريغ غاري على موقع كلية كرة السلة في سبورتس رفرنس.كوم (الإنجليزية)
- غريغ غاري على موقع كلية كرة السلة في سبورتس رفرنس.كوم (الإنجليزية)